# 上海交通大学信息安全工程学院
信息安全工程学院，习惯简称“信安学院”，为上海交通大学的一个学院，创建于2000年10月，是由中华人民共和国教育部、中华人民共和国科技部和上海市人民政府一同设立的中国国内首个信息安全方面专业人才的培养基地。